# ヒロ・マスダ
ヒロ・マスダ（Hiro Masuda） は、東京都出身の映画プロデューサー、脚本家、俳優。合同会社Ichigo Ichie Films LLCの代表社員。

## 略歴
- 東京都立日比谷高等学校、ニューヨーク市立大学マンハッタンコミュニティカレッジ卒業。
- アメリカ俳優組合 （Screen Actors Guild）会員
- 2001年単身ニューヨークへ渡り、帰国後合同会社Ichigo Ichie FIlms LLCを設立し代表を務める。
- 2009年、日米合作長編インディペンデント映画『ホテルチェルシー』（原題：Hotel Chelsea）の企画、脚本、プロデュースを担当する。[1][2][3]

## 出演

### 映画
- Room（2005年）
- Parallel（2006年）
- Freedomless（2006年）
- YA-KU-ZA ヤクザ・イン・ニューヨーク（2006年）
- Brutal Massacre: A Comedy（2007年）
- Gガール破壊的な彼女（2007年）
- Afterwards（2008）
- ホテルチェルシー（2009年）

### CM
- ウォールストリート・ジャーナル（2006年）
- ボディショップ（2007年）

## 脚本

### 映画
- ホテルチェルシー

## プロデュース

### 映画
- ホテルチェルシー

## その他
- I Survived a Japanese Game Show